# Holice (nádraží)
Holice jsou dopravna D3 ve východní části stejnojmenného města v okrese Pardubice v Pardubickém kraji. Leží na jednokolejné neelektrizované trati Chrudim – Borohrádek. Ve městě se dále nachází železniční zastávka Holice zastávka. Asi 400 metrů západním směrem od stanice se nachází též městské autobusové nádraží.

## Historie
V roce 1899 dostavěla společnost Místní dráha Chrudimsko-holická svou trať navazující na železnici z Heřmanova Městce přes Chrudim a Holice do Borohrádku, pravidelný provoz na trati byl zahájen 26. září. Nádražní objekty, včetně lokomotivní vodárny, zde vznikly dle typizovaného stavebního vzoru celé dráhy.
Společnost Místní dráha Chrudimsko-holická byla k 1. lednu 1925 zestátněna a správu stanice přebraly Československé státní dráhy.

## Popis
Nachází se zde jedno ostrovní a jedno hranové nástupiště, k příchodu k vlakům slouží přechody přes kolejiště.